# Pfarrkirche Zwölfaxing

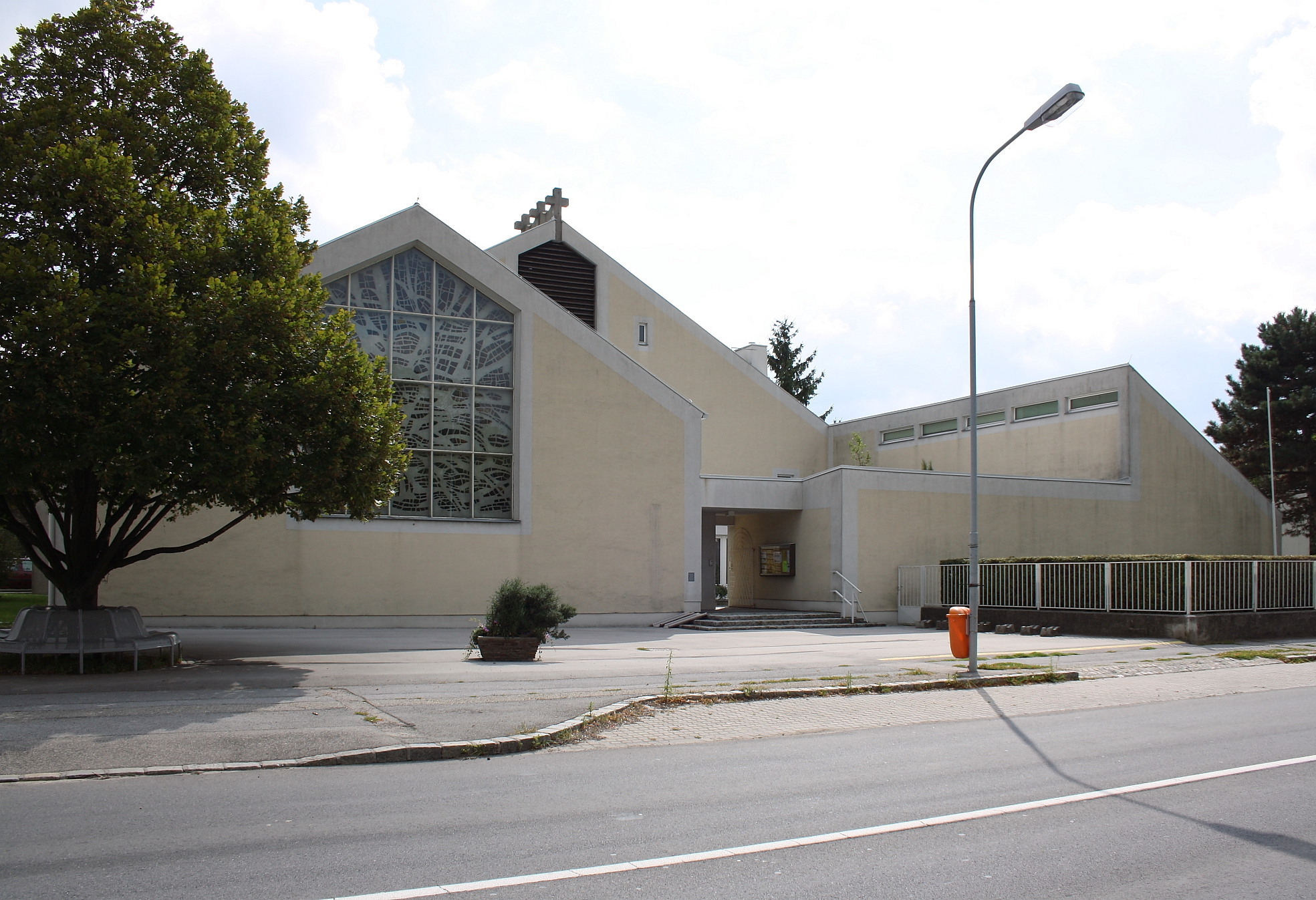
Kath. Pfarrkirche Hl. Dreifaltigkeit in Zwölfaxing

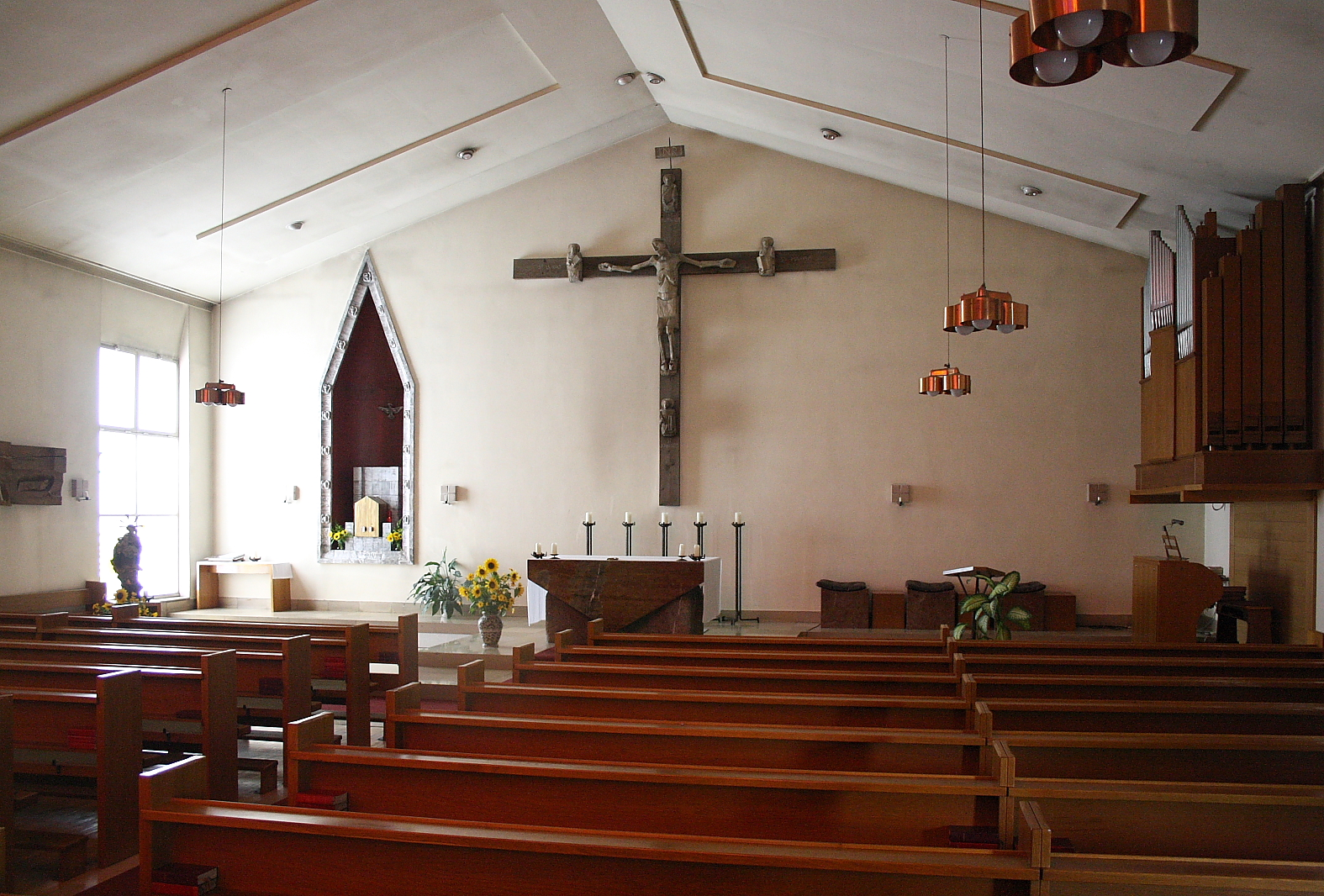
Innenansicht

Die römisch-katholische Pfarrkirche Zwölfaxing steht in der Gemeinde Zwölfaxing im Bezirk Bruck an der Leitha in Niederösterreich. Sie ist der Heiligen Dreifaltigkeit geweiht und gehört zum Dekanat Schwechat im Vikariat Unter dem Wienerwald der Erzdiözese Wien. Das Bauwerk steht unter Denkmalschutz (Listeneintrag).

## Lagebeschreibung
Die Kirche steht an der Himberger Straße 1 im Ortszentrum von Zwölfaxing.

## Geschichte
Das Bauwerk wurde, nach dem Abbruch des im Kern romanischen Vorgängerbaues, im Jahr 1966 nach Plänen des Architekten Clemens Holzmeister erbaut.

## Kirchenbau
Kirchenäußeres
Die Pfarrkirche und der Pfarrhof bilden eine Einheit. Die Anlage wird durch den quer laufenden, durch mächtige Dreiecksgiebel überhöhten Verbindungstrakt hinterfangen. In Richtung Straße schließt er mit dem mittleren Portal ab. Die Mauern des Langhauses liegen unter dem breit gelagerten Satteldach. Den Chor bildet eine an der Ostseite vorspringende gotisierende Nische. Die eingeschoßigen Pfarrhoftrakte mit Pult- bzw. Flachdächern sind rund um einen kleinen Hof angeordnet.
Kircheninneres
Die Kirche bildet im Inneren einen breiten, gerade geschlossenen Saalraum unter einem zeltartigen, offenen Dachstuhl. Die Westwand wird von einem großen, ornamental verzierten Glasfenster dominiert. Die Nordwand ist von Fenstern durchbrochen. Im Osten ist eine hohe, gotisierende Sakramentsnische.

## Ausstattung
Die expressionistische Ausstattung stammt aus der Bauzeit (1966). An der Altarrückwand ist ein monumentales, romanisierendes Kruzifix aus der Bauzeit. Der expressionistische Kreuzweg besteht aus  Holzreliefs. Ein Ölgemälde aus dem 19. Jahrhundert zeigt eine Pietà in barocken Formen. Es hing ursprünglich in der alten Pfarrkirche. Die Orgel aus 1967 mit 7 Registern und 2 Manualen wurde von Rudolf Novak gebaut.